# Revival Maya
Per Revival Maya si intende un moderno movimento architettonico nord americano, tipico degli anni '20 e '30, che prese ispirazione dall'architettura e dall'iconografia delle civiltà precolombiane del centro-sud america (azteche, maya).
L'uso delle tradizioni artistiche precolombiane avvenne in modo sincretico ed eclettico senza badare alla coerenza della ricostruzione storica.
Lo storico Marjorie Ingle fa risalire l'origine di questo stile alla costruzione del palazzo Pan American Union Building, a Washington ad opera  di Paul Philippe Cret, (1908–10) che incorporava numerosi motivi presi dalle culture indigene delle Americhe.
Il Revival Maya fu sotto certi aspetti una variante dell'Art déco, che utilizzò spesso in modo eclettico motivi geometrici decorativi derivati dalle cosiddette arti "primitive".

## Esempi
- Aztec Hotel, Monrovia, Los Angeles County, California, 1924
- Mayan Theater a Los Angeles di Stiles O. Clements, 1927
- Fisher Building, Detroit, 1928
- Guardian Building, Detroit, 1928
- 450 Sutter Medical Building, San Francisco, 1929
- Hollyhock House, Los Angeles, California di Frank Lloyd Wright, 1921
- Storer House, Los Angeles, California di Frank Lloyd Wright, 1923
- Samuel Freeman House, Los Angeles, California di Frank Lloyd Wright, 1923
- Millard House, Pasadena, California di Frank Lloyd Wright, 1923
- Ennis House, Los Angeles, California di Frank Lloyd Wright, 1924